# بطاقة الهوية السلوفينية
يتم إصدار بطاقة الهوية السلوفينية للمواطنين السلوفينيين. يمكن استخدامه كوثيقة سفر عند زيارة دول في أوروبا (باستثناء بيلاروسيا وكوسوفو وروسيا وأوكرانيا), وكذلك جورجيا والأقاليم الفرنسية وراء البحار ومونتسيرات (لمدة 14 يومًا كحد أقصى) وفي جولات منظمة إلى الأردن (من خلال مطار العقبة).

## المظهر الفيزيائي
تم كتابة الكلمتين REPUBLIKA SLOVENIJA (جمهورية سلوفينيا) بجوار شعار النبالة والكلمات Osebna izkaznica (البطاقة الهوية) و Identity Card مدرجان أدناه. بطاقات الهوية الصادرة في مناطق ثنائية اللغة رسميًا في سلوفينيا تحتوي أيضًا على نص إيطالي أو مجري بجانب اللغة السلوفينية. هذه هي REPUBBLICA DI SLOVENIA و Carta d’identità بالإيطالية و SZLOVÉN KÖZTÁRSASÁG و Személyi igazolvány باللغة الهنغارية.

## اقرأ أيضاً
- بطاقات الهوية الوطنية في الاتحاد الأوروبي